# (9917) Keynes
(9917) Keynes – planetoida z pasa głównego asteroid okrążająca Słońce w ciągu 3 lat i 237 dni w średniej odległości 2,37 j.a. Została odkryta 26 czerwca 1979 roku w obserwatorium Cerro El Roble Astronomical Station w Santiago przez Carlosa Torresa. Nazwa planetoidy pochodzi od John Maynarada Keynesa (1883-1946), brytyjskiego ekonomisty. Przed jej nadaniem planetoida nosiła oznaczenie tymczasowe (9917) 1979 MK.